# Ernesto Hernández Oncina
Ernesto Ezequiel Hernández Oncina (Montevideo, Uruguay 26 de julio de 1985) es un futbolista uruguayo. Juega como guardameta y su equipo actual es Boston River de la Primera División de Uruguay.

## Trayectoria

### Sud América
Debutó profesionalmente en Sud América en el año 2002. Jugó allí hasta la temporada 2006.

### River Plate (Uruguay)
Fue transferido a River Plate, donde permaneció hasta el año 2009.

### Peñarol
Pasó al Club Atlético Peñarol. Luego de un año sin poder tener minutos en el plantel principal, Hernández parte en condición de libre a su antiguo club, River Plate.

### Uniautónoma
Luego conformó la plantilla del equipo ya desaparecido, Uniautonoma FC, equipo de Barranquilla que compitió en la primera división de Colombia, Liga Águila, donde para ascender al equipo a la primera quedó campeón de la  Categoría Primera B frente al Unión Magdalena.

### Gimnasia y Huila
Después paso a Gimnasia y Tiro del Torneo Argentino A al no tener minutos, regresó a Colombia para jugar con el Atlético Huila de la Categoría Primera A.

### Deportivo Cali
Posteriormente al Deportivo Cali, su actual club con el que se ha coronado campeón de la Liga Águila I el 7 de junio de 2015 ante el Deportivo Independiente Medellín, después de una serie en el que la ida, jugada en la ciudad de Cali arrojó un resultado de 1-0 favorable al Deportivo Cali y la vuelta disputada en Medellín en la que consiguió un empate a un gol que le valió al equipo azucarero de la ciudad de Cali la obtención de su noveno título del fútbol profesional colombiano.

### Atlético Grau
Para el 2019 tendrá su primera experiencia en Perú en el Atlético Grau de la  Liga 2 para llevarlo a Primera.

## Clubes
| Club                  | País      | Año         |
| --------------------- | --------- | ----------- |
| Sud América           | Uruguay   | 2002 - 2006 |
| River Plate           | Uruguay   | 2006 - 2009 |
| Peñarol               | Uruguay   | 2010        |
| River Plate           | Uruguay   | 2011        |
| El Tanque Sisley      | Uruguay   | 2011 - 2012 |
| Uniautónoma           | Colombia  | 2012 - 2013 |
| Gimnasia y Tiro       | Argentina | 2013        |
| Atlético Huila        | Colombia  | 2014        |
| Deportivo Cali        | Colombia  | 2015 - 2016 |
| Águilas Doradas       | Colombia  | 2017        |
| Deportivo Pasto       | Colombia  | 2018        |
| Envigado F. C.        | Colombia  | 2019        |
| Atlético Grau         | Perú      | 2019        |
| Fénix                 | Uruguay   | 2019 - 2020 |
| Sport Chavelines      | Perú      | 2021        |
| Cortuluá              | Colombia  | 2021 - 2022 |
| Sportivo Bella Italia | Uruguay   | 2024        |
| Boston River          | Uruguay   | 2025        |

## Estadísticas
Actualizado al último partido disputado el 5 de diciembre de 2022
| Club                       | Div.          | Temporada     | Liga  | Liga  | Copa Nacional | Copa Nacional | Copa Internacional | Copa Internacional | Total | Total |
| Club                       | Div.          | Temporada     | Part. | Goles | Part.         | Goles         | Part.              | Goles              | Part. | Goles |
| -------------------------- | ------------- | ------------- | ----- | ----- | ------------- | ------------- | ------------------ | ------------------ | ----- | ----- |
| Sud América · Uruguay      | 2.ª           | 2002-06       | 67    | 1     | —             | —             | —                  | —                  | 67    | 1     |
| Sud América · Uruguay      | Total club    | Total club    | 67    | 1     | 0             | 0             | 0                  | 0                  | 67    | 1     |
| River Plate · Uruguay      | 1.ª           | 2006-08       | 20    | 0     | —             | —             | 2                  | 0                  | 22    | 0     |
| River Plate · Uruguay      | 1.ª           | 2009          | 7     | 0     | —             | —             | 2                  | 0                  | 9     | 0     |
| River Plate · Uruguay      | 1.ª           | 2011          | 2     | 0     | —             | —             | —                  | —                  | 2     | 0     |
| River Plate · Uruguay      | Total club    | Total club    | 29    | 0     | 0             | 0             | 4                  | 0                  | 33    | 0     |
| Peñarol · Uruguay          | 1.ª           | 2010          | 0     | 0     | —             | —             | 0                  | 0                  | 0     | 0     |
| Peñarol · Uruguay          | Total club    | Total club    | 0     | 0     | 0             | 0             | 0                  | 0                  | 0     | 0     |
| El Tanque Sisley · Uruguay | 1.ª           | 2011-12       | 24    | 0     | —             | —             | —                  | —                  | 24    | 0     |
| El Tanque Sisley · Uruguay | Total club    | Total club    | 24    | 0     | 0             | 0             | 0                  | 0                  | 24    | 0     |
| Uniautónoma · Colombia     | 2.ª           | 2012          | 10    | 0     | 2             | 0             | —                  | —                  | 12    | 0     |
| Uniautónoma · Colombia     | 2.ª           | 2013          | 23    | 0     | 2             | 0             | —                  | —                  | 25    | 0     |
| Uniautónoma · Colombia     | Total club    | Total club    | 33    | 0     | 4             | 0             | 0                  | 0                  | 37    | 0     |
| Gimnasia y Tiro Argentina  | 3.ª           | 2013          | 7     | 0     | 1             | 0             | —                  | —                  | 8     | 0     |
| Gimnasia y Tiro Argentina  | Total club    | Total club    | 7     | 0     | 1             | 0             | 0                  | 0                  | 8     | 0     |
| Atlético Huila · Colombia  | 1.ª           | 2014          | 44    | 0     | 2             | 0             | —                  | —                  | 46    | 0     |
| Atlético Huila · Colombia  | Total club    | Total club    | 44    | 0     | 2             | 0             | 0                  | 0                  | 46    | 0     |
| Deportivo Cali · Colombia  | 1.ª           | 2015          | 46    | 0     | 4             | 0             | —                  | —                  | 50    | 1     |
| Deportivo Cali · Colombia  | 1.ª           | 2016          | 21    | 0     | 3             | 0             | 3                  | 0                  | 27    | 0     |
| Deportivo Cali · Colombia  | Total club    | Total club    | 67    | 0     | 7             | 0             | 3                  | 0                  | 77    | 1     |
| Águilas Doradas · Colombia | 1.ª           | 2017          | 20    | 0     | 2             | 0             | 2                  | 0                  | 24    | 0     |
| Águilas Doradas · Colombia | Total club    | Total club    | 20    | 0     | 2             | 0             | 2                  | 0                  | 24    | 0     |
| Deportivo Pasto · Colombia | 1.ª           | 2018          | 14    | 0     | —             | —             | —                  | —                  | 14    | 0     |
| Deportivo Pasto · Colombia | Total club    | Total club    | 14    | 0     | 0             | 0             | 0                  | 0                  | 14    | 0     |
| Envigado FC · Colombia     | 1.ª           | 2019          | 9     | 0     | —             | —             | —                  | —                  | 9     | 0     |
| Envigado FC · Colombia     | Total club    | Total club    | 9     | 0     | 0             | 0             | 0                  | 0                  | 9     | 0     |
| Atlético Grau · Perú       | 2.ª           | 2019          | 3     | 0     | —             | —             | —                  | —                  | 3     | 0     |
| Atlético Grau · Perú       | Total club    | Total club    | 3     | 0     | 0             | 0             | 0                  | 0                  | 3     | 0     |
| Fénix · Uruguay            | 1.ª           | 2019          | 2     | 0     | —             | —             | —                  | —                  | 2     | 0     |
| Fénix · Uruguay            | 1.ª           | 2020          | 3     | 0     | —             | —             | 2                  | 0                  | 5     | 0     |
| Fénix · Uruguay            | Total club    | Total club    | 5     | 0     | 0             | 0             | 2                  | 0                  | 7     | 0     |
| Sport Chavelines · Perú    | 2.ª           | 2020          | 8     | 0     | —             | —             | —                  | —                  | 8     | 0     |
| Sport Chavelines · Perú    | Total club    | Total club    | 8     | 0     | 0             | 0             | 0                  | 0                  | 8     | 0     |
| Cortuluá · Colombia        | 2.ª           | 2021          | 21    | 0     | —             | —             | —                  | —                  | 21    | 0     |
| Cortuluá · Colombia        | 1.ª           | 2022          | 35    | 0     | 1             | 0             | —                  | —                  | 36    | 0     |
| Cortuluá · Colombia        | Total club    | Total club    | 56    | 0     | 1             | 0             | 0                  | 0                  | 57    | 0     |
| Total carrera              | Total carrera | Total carrera | 386   | 1     | 17            | 0             | 11                 | 0                  | 414   | 1     |

## Palmarés
| Título              | Club           | País     | Año     |
| ------------------- | -------------- | -------- | ------- |
| Campeonato Uruguayo | Peñarol        | Uruguay  | 2009-10 |
| Torneo Águila 1     | Uniautonoma    | Colombia | 2013    |
| Torneo Apertura     | Deportivo Cali | Colombia | 2015    |

## Enlacesexternos
- Ficha en ceroacero.es (enlace roto disponible en Internet Archive; véase el historial, la primera versión y la última).
- Ficha en soccerway
- Ficha en fichajes
- Ficha en as
- Ficha en footballdatabase
- Ficha en winsports Archivado el 15 de abril de 2016 en Wayback Machine.
- Ficha en deportivocali

- Datos: Q5836885